# La sposa segreta
La sposa segreta è un romanzo di Giovanni Arpino del 1983, che racconta la storia di una vedova che, impegnata nella ricerca di una moglie per il figlio troppo solitario, ritrova l'amore.
Secondo Giorgio Barberi Squarotti si tratta di un libro «agrodolce, a metà fra l'ironico e il patetico», caratterizzato da «una sapientissima dosatura di effetti» tra il buffo e il lacrimoso.

## Trama
Paola è una cinquantenne, da poco vedova e pensionata. Vive con il figlio Carlo, un ventisettenne interamente dedito al suo lavoro di composizione di musiche ed effetti per colonne sonore. Paola, in apprensione per il figlio del tutto privo di relazioni sociali, decide, senza informarlo di questa intenzione, di trovargli una moglie.
La ricerca di una persona adatta a Carlo diventa il pensiero fisso di Paola, che non perde occasione di contattare tutte le ragazze che incontra, andando incontro a una serie di delusioni. In una trattoria Paola viene attratta da Iride, la figlia dei proprietari, che la colpisce perché è assorta nello studio di un libro di fisica; Paola trova il coraggio di parlarle di un possibile matrimonio e Iride pare interessata, poi rivela di essere incinta e di essere solamente in cerca di aiuto. In una scuola di origami Paola contatta Nicoletta, poi finisce con lo scoprire che si tratta di una sorta di squilibrata con l'ossessione del dimagrimento, che a questo scopo ha addirittura ingoiato una tenia come aveva fatto, sostiene, Maria Callas.
Paola arriva persino a parlare di un possibile matrimonio a una ragazza, che si fa notare per il costume da farfalla che indossa, incontrata durante una festa nella scuola dove insegnava Giulia, un'amica che conosce il progetto di Paola e cerca di aiutarla. Giulia suggerisce a Paola di cercare l'aiuto di un frate, Filiberto, impegnato nella ricostruzione di una solitaria abbazia, presso il quale Carlo potrebbe trascorrere un periodo di meditazione; le due amiche si recano a conoscere il frate ma Paola non trova l'aiuto in cui sperava.
La svolta viene da Fedora, una vecchia zia novantenne altezzosa e polemica che vive in un ricovero per anziani. Fedora, nonostante il suo atteggiamento burbero, approva l'idea di Paola e le dà le chiavi di un appartamento al mare, dove pensa che la nipote potrà avere successo nelle sue ricerche matrimoniali. Paola prima di partire cerca scherzosamente di accennare a Carlo che al mare potrebbe cercargli una fidanzata, ma non viene presa seriamente.
Paola, accompagnata da Giulia, si trasferisce così per qualche giorno nell'appartamento prestato da Fedora. È inverno e vi sono pochissimi turisti. Tra di essi un uomo anziano, Mario, che tutti chiamano professore e si vede spesso in compagnia di "Madame" Madeleine, una ancor più anziana francese, un tempo attrice teatrale. Paola e Giulia riescono ad avere informazioni sulle persone che incontrano grazie a Marta, la proprietaria di un ristorante che è informatissima su tutti.
L'unica ragazza da cui Paola si sente attratta è Margherita, che vede spesso in compagnia del vecchissimo cane Bongo. Poco per volta, Paola riesce a stabilire un contatto con Margherita, che ha atteggiamenti misteriosi e non ama parlare di sé, e trova finalmente il coraggio di proporle il fidanzamento con Carlo. Margherita sembra accettare, ma prima deve svelare il suo segreto: mostrandosi in spiaggia a torso nudo, rivela di essere stata operata per un cancro al seno, anche se le è stato assicurato che la malattia non si ripresenterà.
Nel frattempo, Mario ha preso a corteggiare garbatamente Paola. L'evidente interesse che nasce tra di loro provoca un litigio con Giulia, che se ne va, ma prima rivela a Mario il motivo del viaggio al mare. Mario, un ex ingegnere che studia archeologia, riesce ad affascinare Paola, che accetta la sua proposta di fare da «paraninfo». Paola e Margherita si mettono così in viaggio per andare a conoscere Carlo, il quale, contattato in precedenza da Mario che è riuscito a fargli trascorrere qualche ora di divertimento senza pensare al lavoro, sembra accogliere con favore il prossimo arrivo di Margherita.
Il libro si chiude con Margherita pronta a fare la conoscenza di Carlo. Mario è sicuro che tutto andrà bene, così lui e Paola lasciano soli i due ragazzi e se ne vanno, pronti anch'essi a cominciare nuova vita.

## Edizioni
- Giovanni Arpino, La sposa segreta, Narratori moderni, Garzanti, 1983,  p. 194.